# Lancknecht

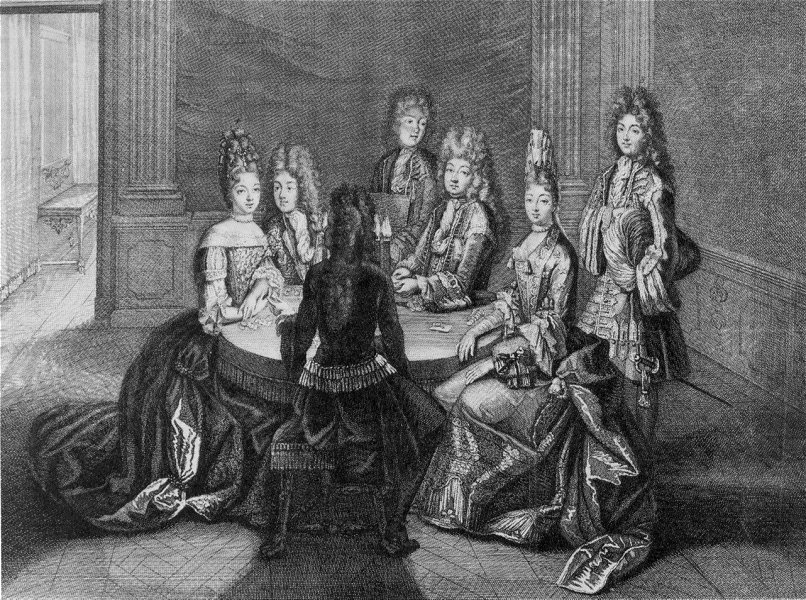
Delfin Ludwik Burbon grający w lancknechta w pałacu wersalskim (1694)

Lancknecht – popularna do początku XX wieku hazardowa gra w karty. 
Pochodzenie jej datuje się z czasów wojny trzydziestoletniej, gdy była popularna wśród żołnierzy zaciężnych – tzw. landsknechtów (lancknechtów).